# Равенство смешанных производных
Смешанные частные производные одной и той же функции, отличающиеся лишь порядком (очерёдностью) дифференцирования, равны между собой при условии их непрерывности. Такое свойство называется равенством смешанных производных.
Само утверждение о равенстве смешанных производных в различных источниках упоминается как теорема Шварца, теорема Клеро или теорема Янга.

## Теорема

### Определение смешанной производной
Пусть дана достаточно гладкая (скалярная) функция {\displaystyle f} многих переменных:
{\displaystyle (1)\qquad f=f(x_{1},x_{2},\dots x_{n})}
Мы можем взять частную производную этой функции по одному из аргументов {\displaystyle x_{i}}, считая остальные аргументы постоянными параметрами. В результате мы получим новую функцию:
{\displaystyle (2)\qquad \phi (x_{i})={\partial f \over \partial x_{i}}{\bigg |}_{x_{1},\dots x_{i-1},x_{i+1},\dots x_{n}=const}}
Эта новая функция тоже зависит от остальных аргументов как от параметров. То есть численное значение {\displaystyle \phi } в общем случае зависит от тех же переменных {\displaystyle x_{1},x_{2},\dots x_{n}}, что и оригинальная функция {\displaystyle f}:
{\displaystyle (3)\qquad \phi =\phi (x_{1},x_{2},\dots x_{n})}
Если функция {\displaystyle \phi } окажется достаточно гладкой, то мы можем и её продифференцировать, взяв частную производную по тому же самому или по другому аргументу {\displaystyle x_{j}}:
{\displaystyle (4)\qquad {\partial \phi  \over \partial x_{j}}={\partial ^{2}f \over \partial x_{j}\partial x_{i}}}
Если {\displaystyle j\neq i}, то выражение в правой части равенства (4) называется смешанной производной.

### Основа теоремы
Для гладкой функции многих переменных значение смешанной производной не зависит от порядка дифференцирования:
{\displaystyle (5)\qquad {\partial ^{2}f \over \partial x_{i}\partial x_{j}}={\partial ^{2}f \over \partial x_{j}\partial x_{i}}}
Теорема является базовой в теории функций многих переменных и широко применяется в математической физике, теории дифференциальных уравнений в частных производных, дифференциальной геометрии.

### Необходимая степень гладкости
Уточнять необходимую степень гладкости следует поэтапно.
- 1. Справедливость для аналитической функции (теорема).
- 2. Справедливость для более широкого класса функций, имеющих в окрестности точки только такие непрерывные производные:

{\displaystyle (6)\qquad {\partial f \over \partial x_{i}},\;{\partial f \over \partial x_{j}},\;{\partial ^{2}f \over \partial x_{i}\partial x_{j}},{\partial ^{2}f \over \partial x_{j}\partial x_{i}}}
- 3. Поскольку для фиксированных индексов {\displaystyle i,j} все производные из перечня (6) берутся при условии, что любой третий аргумент {\displaystyle x_{k}} является константой, то функция {\displaystyle f} (а также все производные (6)) может быть разрывной в отношении третьих аргументов. Например, составим функцию из двух слагаемых:

{\displaystyle f(x_{1},x_{2},\dots x_{n})=\Phi (x_{i},x_{j})+Z(\dots x_{i-1},x_{i+1},\dots x_{j-1},x_{j+1},\dots )}
где первое слагаемое является гладкой функцией двух аргументов, а второе слагаемое разрывной во всех точках.
Дальнейшее уточнение гладкости функции нужно делать в ходе доказательства теоремы, оно будет сформулировано в самом конце.

### Доказательство теоремы
Как указано выше, для доказательства теоремы можно не рассматривать зависимость функции от третьих аргументов. Поэтому для простоты записи изменим обозначения {\displaystyle x_{i},x_{j}} на {\displaystyle x,y}, то есть будем рассматривать такую функцию двух переменных:
{\displaystyle (7)\qquad f=f(x,y)}
Также для упрощения формул будем обозначать частные производные индексами внизу функции:
{\displaystyle (8)\qquad f_{x}(x,y)={\partial f(x,y) \over \partial x},\;f_{y}(x,y)={\partial f(x,y) \over \partial y}}
{\displaystyle (8a)\qquad f_{xy}={\partial ^{2}f \over \partial x\partial y},\;f_{yx}={\partial ^{2}f \over \partial y\partial x}}
Пусть в точке {\displaystyle (x,y)} существует смешанная производная:
{\displaystyle (9)\qquad f_{xy}(x,y)=\lim _{\Delta x\rightarrow 0}{f_{y}(x+\Delta x,y)-f_{y}(x,y) \over \Delta x}}
Предположим, что смешанная производная {\displaystyle f_{xy}} существует в точке {\displaystyle (x,y)}, а также существует первая производная {\displaystyle f_{y}(x,y)} вдоль (горизонтальной) прямой {\displaystyle y=const}.
Далее, разность производных равна производной от разности, поэтому превращаем формулу (9) в:
{\displaystyle (10)\qquad f_{xy}(x,y)=\lim _{\Delta x\rightarrow 0}{1 \over \Delta x}{\partial  \over \partial y}\left[f(x+\Delta x,y)-f(x,y)\right]}
Это преобразование никаких дополнительных условий не накладывает, поскольку разность дифференцируемых функций всегда является функцией дифференцируемой.
Далее, разность в квадратных скобках формулы (10) можно записать в виде определённого интеграла от производной:
{\displaystyle (11)\qquad f_{xy}(x,y)=\lim _{\Delta x\rightarrow 0}{1 \over \Delta x}{\partial  \over \partial y}\int _{x}^{x+\Delta x}f_{x}(\xi ,y)d\xi }
Нужно, чтобы существовала частная производная {\displaystyle f_{x}} вдоль прямой {\displaystyle y=const}.
Теперь частную производную по игрек в формуле (11) запишем согласно определению производной как предела:
{\displaystyle (12)\qquad f_{xy}(x,y)=\lim _{\Delta x\rightarrow 0}{1 \over \Delta x}\lim _{\Delta y\rightarrow 0}{1 \over \Delta y}\left(\int _{x}^{x+\Delta x}f_{x}(\xi ,y+\Delta y)d\xi -\int _{x}^{x+\Delta x}f_{x}(\xi ,y)d\xi \right)}
Как видно, надо, чтобы частная производная {\displaystyle f_{x}} существовала не только на прямой {\displaystyle y=const}, но в некоторой двухмерной окрестности точки {\displaystyle (x,y)}.
Далее, разность интегралов равна интегралу от разности, причём под знак интеграла можно внести постоянный множитель {\displaystyle {1 \over \Delta y}}:
{\displaystyle (13)\qquad f_{xy}=\lim _{\Delta x\rightarrow 0}{1 \over \Delta x}\lim _{\Delta y\rightarrow 0}\int _{x}^{x+\Delta x}{f_{x}(\xi ,y+\Delta y)-f_{x}(\xi ,y) \over \Delta y}d\xi }
Это преобразование также не накладывает дополнительных условий, поскольку разность интегрируемых функций является функцией интегрируемой.
По теореме Лагранжа, подынтегральное выражение в формуле (13) равно производной в средней точке:
{\displaystyle (14)\qquad {f_{x}(\xi ,y+\Delta y)-f_{x}(\xi ,y) \over \Delta y}=f_{yx}(\xi ,\eta )}
Средняя точка является функцией:
{\displaystyle (14a)\qquad \eta =\eta (\xi ,\Delta y)},
значения которой лежат в интервале (если, например, {\displaystyle \Delta y>0})
{\displaystyle (14b)\qquad \eta \in \,[y,y+\Delta y]}
Для справедливости (14) нужно существование смешанной производной {\displaystyle f_{yx}={\partial ^{2}f \over \partial y\partial x}} в некоторой двухмерной окрестности точки {\displaystyle (x,y)}.
Для окончания доказательства надо принять, что смешанная производная непрерывна в точке {\displaystyle (x,y)} как функция двух переменных. Значение этой производной в близкой точке {\displaystyle (\xi ,\eta )} равно с точностью до бесконечно малого слагаемого значению производной в точке {\displaystyle (x,y)}:
{\displaystyle (15)\qquad f_{yx}(\xi ,\eta )=f_{yx}(x,y)+o(\xi -x,\eta -y)}
Смешанная производная {\displaystyle f_{yx}} существует в двухмерной окрестности точки {\displaystyle (x,y)} и непрерывна в этой точке как функция двух переменных.
Подставим (14) и (15) в (13):
{\displaystyle (16)\qquad f_{xy}=\lim _{\Delta x\rightarrow 0}{1 \over \Delta x}\lim _{\Delta y\rightarrow 0}\int _{x}^{x+\Delta x}(f_{yx}(x,y)+o(\xi -x,\eta -y))d\xi }
Заметим, что формула (16) эквивалентна формуле (13) (хотя и в других обозначениях), а потому интеграл и обе границы существуют. Поскольку подынтегральная функция в (16) интегрируема, а первое слагаемое {\displaystyle f_{yx}(x,y)} является константой по переменной интегрирования {\displaystyle \xi }, то второе слагаемое тоже оказывается интегрируемым, и мы можем разбить интеграл на сумму двух интегралов, первый из которых легко берётся как интеграл от константы:
{\displaystyle (17)\qquad \int _{x}^{x+\Delta x}(f_{yx}(x,y)+o(\xi -x,\eta -y))d\xi =\int _{x}^{x+\Delta x}f_{yx}(x,y)d\xi +\int _{x}^{x+\Delta x}o(\xi -x,\eta -y)d\xi =}
{\displaystyle =f_{yx}\Delta x+\int _{x}^{x+\Delta x}o(\xi -x,\eta -y)d\xi }
После подстановки (17) в (16) мы можем вынести постоянное слагаемое сначала за пределы первой границы, а затем за пределы другой границы:
{\displaystyle (18)\qquad f_{xy}=\lim _{\Delta x\rightarrow 0}{1 \over \Delta x}\left(f_{yx}(x,y)\Delta x+\lim _{\Delta y\rightarrow 0}\int _{x}^{x+\Delta x}o(\xi -x,\eta (\xi ,\Delta y)-y)d\xi \right)=}
{\displaystyle =f_{yx}(x,y)+\lim _{\Delta x\rightarrow 0}{1 \over \Delta x}\lim _{\Delta y\rightarrow 0}\int _{x}^{x+\Delta x}o(\xi -x,\eta (\xi ,\Delta y)-y)d\xi }
Покажем, что второе слагаемое в последнем выражении формулы (18) равно нулю. Возьмём произвольное положительное число {\displaystyle \epsilon }. Непрерывность смешанной производной {\displaystyle f_{yx}} в точке {\displaystyle (x,y)} означает, что существует такое положительное число {\displaystyle \delta }, что для каждой точки {\displaystyle (\xi ,\eta )} внутри квадрата {\displaystyle |\xi -x|<\delta ,\;|\eta -y|<\delta } справедливо неравенство:
{\displaystyle (19)\qquad |o(\xi -x,\eta -y)|=|f_{yx}(\xi ,\eta )-f_{yx}(x,y)|<\epsilon }
Если мы возьмём положительные числа {\displaystyle \Delta x<\delta ,\;\Delta y<\delta }, то интеграл в последнем слагаемом формулы (18) оценивается сверху:
{\displaystyle (20)\qquad \int _{x}^{x+\Delta x}o(\xi -x,\eta (\xi ,\Delta y)-y)d\xi <\int _{x}^{x+\Delta x}\epsilon d\xi =\epsilon \Delta x}
Обозначим это слагаемое {\displaystyle L}
{\displaystyle (21)\qquad L=\lim _{\Delta x\rightarrow 0}{1 \over \Delta x}\lim _{\Delta y\rightarrow 0}\int _{x}^{x+\Delta x}o(\xi -x,\eta (\xi ,\Delta y)-y)d\xi \leq \lim _{\Delta x\rightarrow 0}{1 \over \Delta x}\lim _{\Delta y\rightarrow 0}\epsilon \Delta x=\epsilon }
Аналогично (если взять  {\displaystyle -\epsilon <\Delta x<0}), имеем оценку снизу:
{\displaystyle (22)\qquad L\geq -\epsilon }
Поскольку положительное число {\displaystyle \epsilon } может быть сколь угодно малым, то с необходимостью следует {\displaystyle L=0}. Теорема доказана.

### Уточнение гладкости функции
Как видно в ходе доказательства, от функции требуется существование одной смешанной производной (например, {\displaystyle f_{xy}}) в точке, а также существование второй смешанной производной {\displaystyle f_{yx}} в двумерной окрестности точки и её непрерывность в этой точке. Из этого условия также следует существование производной {\displaystyle f_{y}} вдоль отрезка прямой {\displaystyle y=const} и существование производной {\displaystyle f_{x}} в двумерной окрестности точки.
Кроме того, существование {\displaystyle f_{xy}} в точке {\displaystyle (x,y)} следует из двух фактов: (а) существует производная {\displaystyle f_{y}} вдоль отрезка прямой {\displaystyle y=const}, проходящей через точку {\displaystyle (x,y)}, (б) смешанная производная {\displaystyle f_{yx}} существует и непрерывна в этой точке.

## Пример
Рассмотрим функцию
{\displaystyle (23)\qquad f(x,y)=xy+y^{2}\chi (y)}
где функция Дирихле {\displaystyle \chi (y)} равна нулю в рациональных точках {\displaystyle y={m \over n}} и единице в иррациональных. Функция (23) определена на всей плоскости; непрерывна (как функция двух переменных) вдоль прямой {\displaystyle y=0} и разрывна во всех других точках плоскости.
Везде существует непрерывная частная производная:
{\displaystyle (24)\qquad f_{x}(x,y)={\partial f \over \partial x}=y}
а также одна из смешанных производных:
{\displaystyle (25)\qquad f_{yx}(x,y)={\partial ^{2}f \over \partial y\partial x}=1}
Частная производная по игрек существует лишь в точках прямой {\displaystyle y=0}:
{\displaystyle (26)\qquad f_{y}(x,0)=x}
Также в этих же точках прямой существует вторая смешанная производная:
{\displaystyle (27)\qquad f_{xy}(x,0)=\lim _{\Delta x\rightarrow 0}{f_{y}(x+\Delta x,0)-f_{y}(x,0) \over \Delta x}=1}
Как видим, для точек прямой {\displaystyle y=0} условия теоремы выполняются, и обе смешанные производные равны.

## Контрпример
Рассмотрим функцию двух переменных {\displaystyle x,y}
{\displaystyle (28)\qquad f(x,y)={|ax+by|^{3} \over {\sqrt {x^{2}+y^{2}}}}}
где буквами {\displaystyle a,b} обозначены некоторые ненулевые параметры. Формула (28) задаёт непрерывную функцию всюду на плоскости за исключением начала координат {\displaystyle x=0,\;y=0}. Мы можем доопределить функцию {\displaystyle f(x,y)} в начале координат
{\displaystyle (29)\qquad f(0,0)=0}
Согласно этим определениям функция будет непрерывной также и в начале координат, что можно видеть, представив формулу (28) в полярной системе координат (и направляя {\displaystyle r\rightarrow 0}):
{\displaystyle (30)\qquad f(r,\phi )=(a^{2}+b^{2})^{3 \over 2}\,r^{2}|\sin(\phi +\phi _{0})|^{3}}
Покажем, что для этой доопределённой функции {\displaystyle f(x,y)} смешанные производные в начале координат существуют, но не равны между собой.
Сначала вычислим первые производные {\displaystyle f_{x},\,f_{y}}. Как промежуточный результат, заметим, что функция «куб модуля» дважды дифференцируема, и её первая и вторая производные вычисляются по формулам:
{\displaystyle (31)\qquad {d \over dx}|x|^{3}=3x|x|}
{\displaystyle (31a)\qquad {d^{2} \over dx^{2}}|x|^{3}={d \over dx}(3x|x|)=6|x|}
Теперь, учитывая (28) и (31), запишем первые производные функции {\displaystyle f(x,y)} в точке плоскости, отличной от начала координат ({\displaystyle r={\sqrt {x^{2}+y^{2}}}}):
{\displaystyle (32)\qquad f_{x}=3a{(ax+by)|ax+by| \over r}-{x \over r^{3}}|ax+by|^{3}}
{\displaystyle (33)\qquad f_{y}=3b{(ax+by)|ax+by| \over r}-{y \over r^{3}}|ax+by|^{3}}
Можно также вычислить первые производные в начале координат, исходя из определения производной:
{\displaystyle (32a)\qquad f_{x}(0,0)=\lim _{x\rightarrow 0}{f(x,0)-f(0,0) \over x}=\lim _{x\rightarrow 0}{|ax|^{3} \over {x|x|}}=0}
Аналогично
{\displaystyle (33a)\qquad f_{y}(0,0)=0}
Перейдём теперь к вычислению смешанных производных в начале координат:
{\displaystyle (34)\qquad f_{xy}(0,0)=\lim _{x\rightarrow 0}{f_{y}(x,0)-f_{y}(0,0) \over x}=\lim _{x\rightarrow 0}{1 \over x}\left({3bax|ax| \over |x|}\right)=3ab|a|}
Аналогичное вычисление даёт:
{\displaystyle (35)\qquad f_{yx}(0,0)=3ab|b|}
Легко видеть, что формулы (34) и (35) дают разные результаты, если:
{\displaystyle (36)\qquad |a|>0,\;|b|>0,\;|a|\neq |b|}
Причина этого неравенства в том, что не выполняется условие теоремы — обе смешанные производные (хотя существуют везде) являются разрывными в начале координат.
Можно также рассмотреть функцию
{\displaystyle f(x,y)={xy(x^{2}-y^{2}) \over x^{2}+y^{2}}}

## Упрощенное доказательство для аналитических функций
Аналитическая функция двух переменных (по крайней мере локально) разлагается в сходящийся степенной ряд:
{\displaystyle (37)\qquad f(x,y)=\sum _{n,m=0}^{\infty }a_{nm}(x-x_{0})^{n}(y-y_{0})^{m}}
Как известно, степенной ряд можно дифференцировать почленно в пределах его радиуса сходимости. Таким образом, найдём первые производные:
{\displaystyle (38)\qquad f_{x}=\sum _{n,m=0}^{\infty }na_{nm}(x-x_{0})^{n-1}(y-y_{0})^{m}}
{\displaystyle (39)\qquad f_{y}=\sum _{n,m=0}^{\infty }ma_{nm}(x-x_{0})^{n}(y-y_{0})^{m-1}}
Повторное дифференцирование (38) и (39) даёт одну и ту же формулу для обеих смешанных производных:
{\displaystyle (40)\qquad f_{xy}=f_{yx}=\sum _{n,m=0}^{\infty }nma_{nm}(x-x_{0})^{n-1}(y-y_{0})^{m-1}}